# Imenje, Šentjernej
Imenje je naselje v Občini Šentjernej.